# Achelia megova
Achelia megova is een zeespin uit de familie Ammotheidae. De soort behoort tot het geslacht Achelia. Achelia megova werd in 1943 voor het eerst wetenschappelijk beschreven door Hilton. 